# Kilroy was here

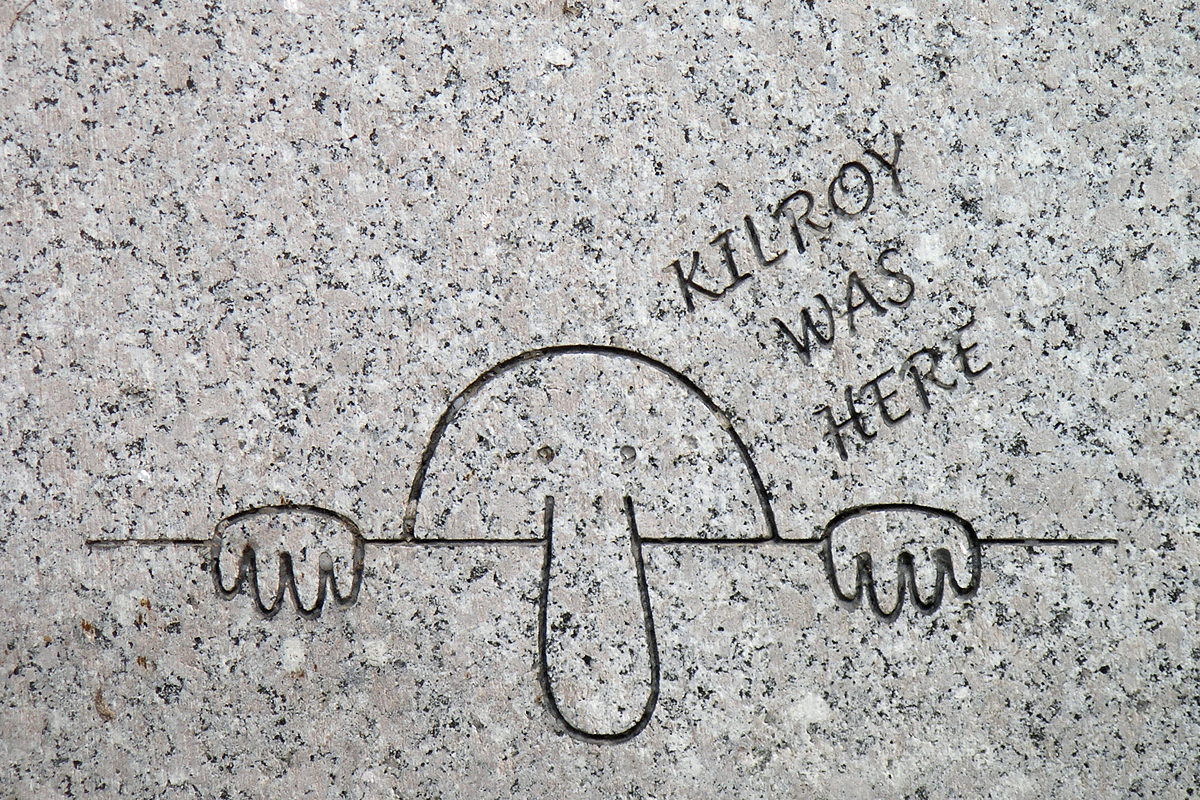
Graffito di Kilroy sul WWII Memorial di Washington

Kilroy was here (Kilroy è stato qui) è un'espressione della cultura di massa statunitense, spesso rappresentata sotto forma di graffito. La sua origine è controversa, ma la frase e il disegno di "Kilroy", un pupazzo calvo (talvolta con pochi capelli), con un naso prominente, che sbircia da sopra un muro, aggrappato con entrambe le mani, erano molto noti tra gli statunitensi durante la seconda guerra mondiale.

## Origine
Il meme risulta avere avuto origine tra i soldati americani che disegnavano l'omino e la scritta Kilroy è stato qui sui muri o su qualsiasi altro posto dove si fermavano, si accampavano, o che visitavano. Il dizionario Brewer's delle frasi e favole annota che il disegno era associato soprattutto con l'Air Transport Command, perlomeno per quanto riguarda il Regno Unito. Se l'origine della frase slogan è incerta, quella del disegno lo è un po' meno. Il pupazzo è quasi certamente nato come "Chad" nel Regno Unito prima della seconda guerra mondiale come creazione del disegnatore di fumetti George Edward "Chat" Chatterton. Presumibilmente, il disegno e lo slogan si fusero durante gli anni quaranta per influsso degli americani sui britannici. Il fumetto Chad era molto popolare e si poteva trovare disegnato in giro per il Regno Unito con sotto la scritta What, no …? o Wot, no …? (Che cosa? Manca...?) utilizzato come satira dei razionamenti e della carenza di mezzi.
Un esempio: sul lato di un aliante della British 1st Airborne Division utilizzato nell'Operazione Market Garden è stata vista la scritta Wot, no engines? (Cosa? Niente motori?). Da questi utilizzi, il disegno di Kilroy si espanse a commentare tutti gli esempi di episodi bizzarri, anche tragicamente, in tempo di guerra, tra cui i casi di Blue on blue ("fuoco amico" in italiano) o incidenti di vario tipo, anche mortali. Più tardi, durante la ricostruzione degli anni cinquanta e sessanta, diventò il protagonista di alcune pubblicità, specialmente su manifesti che pubblicizzavano ristrutturazioni di case. Per esempio, in molte aree del paese dove i gabinetti esterni all'appartamento erano la norma, la pubblicità di imprese di idraulica recitava «Cosa?, nessun gabinetto dentro?». Una teoria identifica in James J. Kilroy, un ispettore di cantieri navali americani, l'uomo che ha involontariamente creato lo slogan.
Costui, durante la seconda guerra mondiale lavorava al cantiere navale Bethlehem Steel a Quincy, nel Massachusetts, dove aveva il compito di supervisionare i lavori di costruzione delle navi. Ogni manovale veniva pagato a seconda del numero di rivetti che riusciva a montare, e a fine turno doveva fare un segno con un gessetto per indicare il punto in cui il suo lavoro aveva avuto termine, cosicché si potesse distinguere la sua opera da quella dell'operaio del turno successivo. Alcuni manovali però, si resero conto che potevano guadagnare di più iniziando a lavorare prima dell'arrivo dell'ispettore, in modo da poter cancellare indisturbati il segno dell'operaio che li aveva preceduti, riproducendolo invece molto più indietro, ed attribuendosi così il lavoro del collega. Quando J.J. Kilroy lo scoprì, fermò questa pratica scrivendo Kilroy was here (Kilroy è stato qui) vicino a ogni segno, con una matita gialla.
A quel tempo, stante l'urgenza bellica, le navi venivano consegnate prima di completare le verniciature, così, quando i marinai andavano ad aprire le aree sigillate per esigenze di manutenzione, trovavano questa inspiegabile frase scritta dappertutto. Migliaia di soldati potrebbero aver visto la scritta sulle navi da trasporto e la onnipresenza di Kilroy, unita al mistero sull'origine della frase, contribuì a creare e diffondere la leggenda. In seguito, i militari potrebbero aver cominciato a scrivere di loro iniziativa la scritta in altri posti, specialmente nelle aree appena conquistate. A un certo punto, in seguito, il disegno di Chad e la scritta potrebbero essersi fuse.
Il New York Times riportò questa teoria sull'origine del disegno nel 1946 specificando una curiosa particolarità: poiché Kilroy apponeva il suo nome durante le varie fasi della costruzione della nave, man mano che procedeva la lavorazione, le scritte apparivano anche in posti dove era impossibile arrivare a lavoro finito (all'interno di compartimenti sigillati per esempio) e questo alimentò il mito, ovvero: se Kilroy era stato capace di scrivere in un posto impossibile, chissà cosa altro poteva fare. Kilroy è stato il più popolare tra i graffiti del suo tipo dalla seconda guerra mondiale in poi. Il Clem canadese, l'Overby di Los Angeles nei tardi anni sessanta, il Chad britannico e il Mr. Foo australiano utilizzato nella prima e seconda guerra mondiale, non raggiunsero mai la popolarità di Kilroy. Il periodo di maggior diffusione della moda dei graffiti Kilroy finì negli anni cinquanta, ma tuttora le persone scrivono ovunque nel mondo lo scarabocchio Kilroy was here nelle scuole, nei treni e in altri posti simili. Kilroy è ancora conosciuto e usato dai militari americani, presumibilmente a fini auto-sarcastici. È stato visto scarabocchiato su barriere e magazzini a Taji, in Iraq..

## Varianti
In Gran Bretagna, il graffito è noto come "Mr. Chad" o solo "Chad", mentre l'equivalente australiano è la frase "Foo was here". La scritta "Foo was here" potrebbe risalire alla prima guerra mondiale, mentre il disegno di Chad potrebbe derivare da un personaggio creato da un disegnatore di fumetti nel 1938. Un ispettore navale statunitense presso il cantiere navale Fore River Shipyard di Quincy nel Massachusetts dal nome J.J. Kilroy potrebbe essere l'origine della scritta "Kilroy was here" diffusa nella seconda guerra mondiale. Lo studioso di etimologia Dave Wilton ha pubblicato un suo studio secondo il quale "ad un certo punto durante la guerra, Chad e Kilroy si sono fusi nel contesto dello spirito di unione tra gli Alleati, e il disegno inglese si sovrappose alla frase americana".
"Foo was here" divenne popolare tra gli studenti australiani delle generazioni postbelliche. Il graffito è conosciuto con altri nomi nel mondo, tra cui Smoe, Clem, Flywheel, Private Snoops, Overby, Eugene the Jeep, Sapo e Nano. Charles Panati, autore di articoli scientifici su Newsweek, ha riportato che "la faccia maliziosa e la frase sono diventati uno scherzo nazionale... La stravaganza del graffito non era tanto per quello che diceva, ma per la varietà di luoghi dove appariva". La moda dei graffiti di Kilroy terminò negli anni cinquanta.

## Leggende

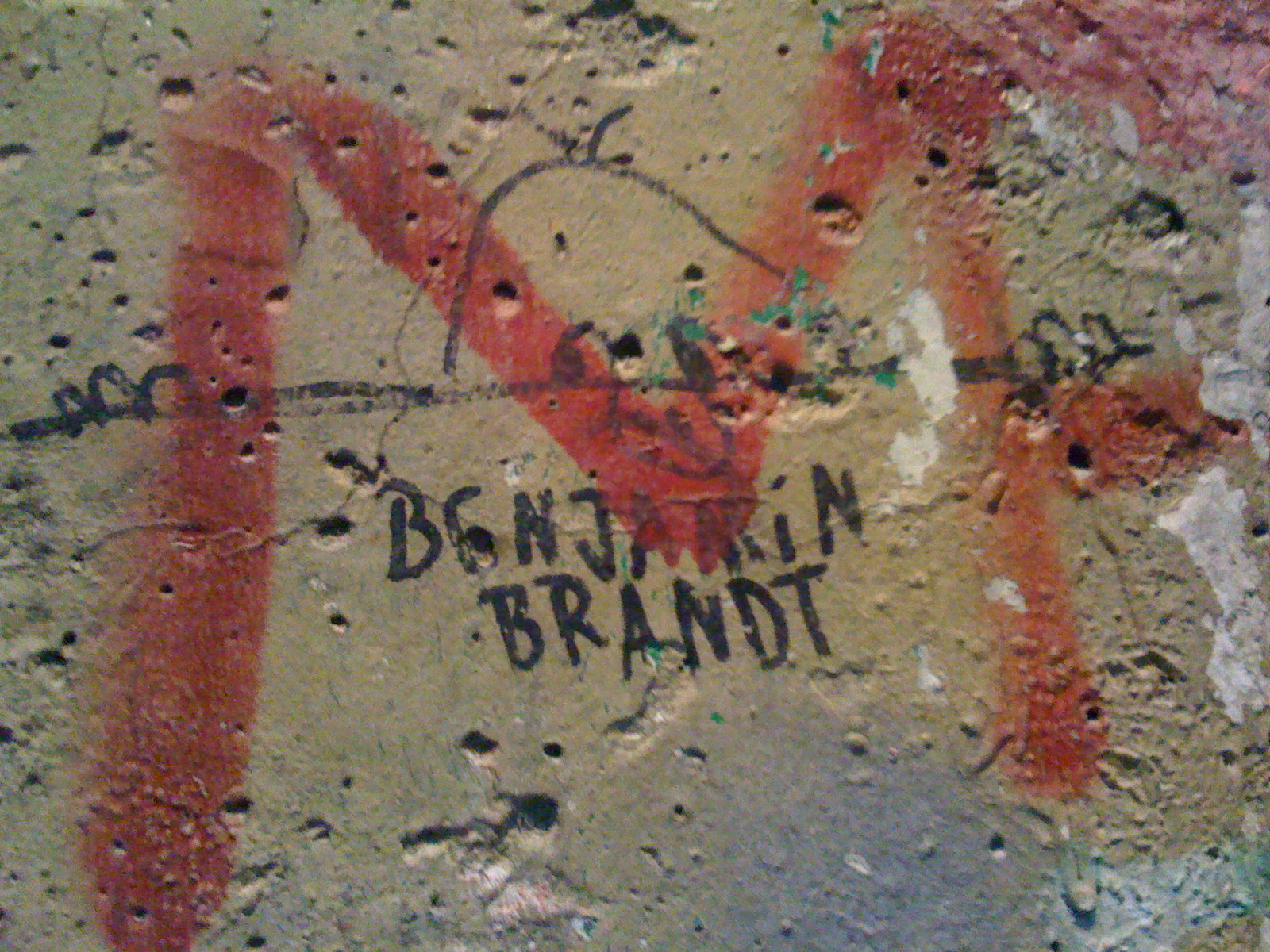
Il graffito di Kilroy disegnato su di un pezzo del muro di Berlino ora esposto nel Newseum di Washington negli Stati Uniti.

Esistono diverse leggende urbane relative ai graffiti "Kilroy è stato qui". Una di esse afferma che Adolf Hitler credesse che Kilroy fosse una super spia che appariva anche in installazioni naziste considerate sicure, mentre nella realtà presumibilmente le scritte erano già presenti all'interno degli equipaggiamenti alleati catturati. Un'altra leggenda metropolitana vuole invece che Stalin sia stato il primo ad entrare in un gabinetto costruito specificamente per i capi di Stato della Conferenza di Potsdam nel quale appariva la suddetta scritta. Uscendo Stalin chiese ad un assistente: «Chi è questo Kilroy?».
Il graffito si suppone sia presente in molti posti significativi e/o difficili da raggiungere tipo la torcia della Statua della Libertà, sul Ponte di Marco Polo in Cina, in capanne della Polinesia, su un'alta trave del George Washington Bridge di New York, sulla sommità del monte Everest, all'interno dell'Arco di Trionfo, scarabocchiato nella polvere sulla luna, nelle casematte dell'epoca della seconda guerra mondiale sparse in Germania, nelle fognature di Parigi e, come omaggio alle sue origini, incisa nel Memoriale Nazionale alla Seconda guerra mondiale di Washington.
La Transit Company of America bandì un concorso nel 1946 offrendo una vera carrozza di tram all'uomo in grado di provare di essere il vero Kilroy. J.J. Kilroy portò con sé i suoi colleghi di lavoro per testimoniare di essere l'originale. Gli altri 40 e più partecipanti non furono in grado di dimostrare la loro autenticità e Kilroy regalò il premio ai suoi nove figli per giocarci nel cortile.

## Influenze nella cultura di massa
- Esiste un team di kickboxing (Kilroy Team) che ha come logo il graffito di Kilroy
- Nel sesto episodio della prima serie dell'anime Pokémon, i protagonisti notano il cartello di Celestopoli vandalizzato riportante "Gary was here, Ash is a loser". La stessa scritta è diventata a propria volta un meme.

- Kilroy was here appare nel videogioco Brothers in Arms 2: Global Front in alcune zone della mappa ed è presente un obiettivo che premia il giocatore in caso riesca a trovarli tutti

- Kilroy is here appare su un camion militare nel film Patton, generale d'acciaio, il film sulla biografia del generale George Smith Patton.
- Nel primo livello di Return to Castle Wolfenstein, un popolare gioco sparatutto per PC, appare un gigantesco disegno di Kilroy sul muro della cella del giocatore.
- Nel film Die dritte Generation di Rainer Werner Fassbinder appare una citazione di questo grafito, apparentemente rinvenuto sul muro di Berlino.
- Nel film Alien - Zona di guerra, che vede come protagonisti dei soldati americani combattere a fianco di alieni durante la seconda guerra mondiale, alcuni dei primi vedono nella scena finale la frase incisa sull'astronave dei secondi.
- In un episodio de I Flintstones, Fred e Barney finiscono in bocca a una balena e incidono la frase Kilroy was here su un dente della balena.
- In una strip di Peanuts, Charlie Brown si arrende dopo aver tentato di scrivere al suo "amico di penna", perché continuava a macchiare il foglio con l'inchiostro. Snoopy gli arriva da dietro e, senza sbagliare, disegna due personaggi: uno è un gatto, l'altro è Kilroy.
- Alcuni racconti di Jack Kerouac citano il graffito di Kilroy.
- In un cartoon della Warner Bros. (Diavolo di una lepre) Bugs Bunny cammina sulla luna e si nota la scritta Kilroy was here su una roccia.
- Kilroy appare nel finale del film I guerrieri.
- La sola scritta appare in Crystal Caves, videogioco a piattaforme di Apogee Software.
- Kilroy appare nel videogioco Call of Duty: World at War.
- Kilroy è citato nel romanzo V. di Thomas Pynchon, dove viene descritto come la rappresentazione stilizzata di un filtro passa banda.
- Kilroy appare anche nel videogioco Brothers in Arms: Hell's Highway, ispirato all'Operazione Market Garden della Seconda guerra mondiale. Il giocatore, una volta scovato il graffito nascosto nei vari livelli, attiva la scritta "Kilroy was here".
- Nel breve racconto di Isaac Asimov Il messaggio, lo scrittore fantastica che il messaggio fosse stato per la prima volta usato da un laureando del futuro, di nome ovviamente Kilroy, che stava osservando lo sbarco alleato ad Orano per la sua tesi di laurea, ovviamente dopo essere tornato indietro nel tempo.
- Kilroy appare sulla cover del disco Beggars Banquet dei Rolling Stones.
- Kilroy was here è il titolo di un disco degli Styx.
- Un disegno di Kilroy appare nel cartone animato A tutto reality - L'isola sul muro del gabinetto utilizzato dai naufraghi come confessionale.
- Kilroy appare come scritta spray su casse di legno nel videogioco arcade picchiaduro Vendetta, prodotto dalla Konami nel 1991.
- Un disegno di Kilroy appare anche nel 9º episodio della 5ª stagione di American Dad!, mentre Stan Smith parla con Francine nel suo studio.
- Sia la scritta che il disegno sono presenti nella serie Happy Days e precisamente dentro il bagno del "fast food" (quello che Fonzie chiama "il mio ufficio").
- Un disegno del Kilroy è sull'elmetto di un marine in Platoon.
- Nella seconda stagione della serie televisiva animata Drawn Together, Wooldoor Sockbat prima di impiccarsi disegna sulla trave a cui è appeso il cappio un Kilroy con la scritta "Wooldoor was here".
- Kilroy è il nome di un team in Big Scale Racing, un videogioco di veicoli radiocomandati, e lo stemma di tale squadra è un'immagine stilizzata del Kilroy originale.
- Il disegno e la scritta compaiono nel libro Diario di un sopravvissuto agli zombie - Oltre l'esilio di J.L. Bourne. Il protagonista del romanzo lascia delle armi in un frigorifero e un biglietto sul tavolo con scritto "Kilroy è stato qui. C'è una sorpresa nel frigo".
- Goupil Dubois usa il disegno di Kilroy modificato.
- Kilroy è citato più volte nel libro Tempo scaduto di Joseph Heller.
- Nel videogame Everybody's Gone To The Rapture è presente un trofeo che consiste nel trovare tutti i graffiti di "Kilroy Was Here" presenti nel mondo di gioco.
- Nel videogame Sniper Elite V2 è presente un obiettivo/trofeo denominato "Kilroy was here" .
- Nel videogame Vagrant Story una delle aree si chiama "Kilroy was here".
- Nel videogame Call of Duty: World War II il graffito raffigurante Kilroy è presente in diverse aree del gioco.
- Nell'episodio ''I due Limoncelli'' della quinta stagione di Adventure Time il disegno di Kilroy è visibile sul passaporto di Finn.
- Nel film Megamind, al minuto 00:33:11, si nota la scritta "Kilroy was here" col disegno riprodotto sul muro a sinistra della porta segreta al covo di Megamind.
- Nel film A Star Is Born l'attore Bradley Cooper ha "Kilroy was here" tatuato in un bicipite.
- Appare nel manga di Tetsuya Tsutsui del 2011 "PROPHECY", nel capitolo FILE020 del terzo volume.
- Nella serie TV Community (serie televisiva) è presente nella sigla fra i nomi degli interpreti.
- Nella serie TV Futurama (Stagione 8 episodio 12) il disegno "Kilroy was here" è presente sul muro di una cella della prigione
- Nella serie TV Fringe (Stagione 5 episodio 4) "Kilroy was here" è stato disegnato da Walter Bishop vicino ad una presa d'aria sotto la stazione di Newark-Penn Station per indicare dove ha nascosto il piano per sconfiggere gli Osservatori.
- Nel videogioco “Please don’t touch anything 3D”, il disegno e la scritta compaiono utilizzando la luce ultravioletta ottenuta spostando verso destra la leva che compare dopo aver inserito 312213 sul computer.
- Nell’episodio 13 della stagione 2 della serie televisiva Sons Of Anarchy, la scritta “Kilroy was here” appare sotto forma di graffito su un muro dei bagni dello studio di tatuaggi dove viene ucciso A.J. Weston, membro della fratellanza ariana, interpretato da Henry Rollins.